# Ptychodes bifasciatus
Ptychodes bifasciatus är en skalbaggsart som beskrevs av Dillon 1941. Ptychodes bifasciatus ingår i släktet Ptychodes och familjen långhorningar. Inga underarter finns listade.